# Leptodactylus vastus
Leptodactylus vastus är en groddjursart som beskrevs av Lutz 1930. Leptodactylus vastus ingår i släktet Leptodactylus och familjen tandpaddor. IUCN kategoriserar arten globalt som livskraftig. Inga underarter finns listade i Catalogue of Life.